# Arthurdendyus
Arthurdendyus ist eine Gattung der Landplanarien, die in  Neuseeland auftritt.

## Merkmale
Individuen der Gattung Arthurdendyus haben einen glockenförmigen Pharynx. Die Ovarien befinden sich seitlich des männlichen Fortpflanzungsapparats, während diese bei den meisten anderen Landplanarien weiter hinten, oftmals in der Nähe des Gehirns oder des Pharynxs, sitzen. Wie andere nah verwandte Gattungen, wie Artioposthia und Newzealandia, besitzen sie ein Adenodaktyl, eine penisartige Struktur im männlichen Fortpflanzungsapparat.

## Etymologie
Der Gattungsname Arthurdendyus ehrt der englischen Zoologen Arthur Dendy, der viele Landplanarien in Australien und Neuseeland erstbeschrieb.

## Arten
Zur Gattung Arthurdendyus gehören die folgenden Arten:
- Arthurdendyus albidus Jones & Gerard, 1999
- Arthurdendyus australis (Dendy, 1894)
- Arthurdendyus latissimus (Dendy, 1896)
- Arthurdendyus testaceus (Hutton, 1880)
- Arthurdendyus triangulatus (Dendy, 1896)